# Luis Guevara
Luis Guevara Bravo – peruwiański zapaśnik walczący w obu stylach. Zajął osiemnaste miejsce na mistrzostwach świata w 1987. Czwarty i piąty na igrzyskach panamerykańskich w 1987. Czwarty na mistrzostwach panamerykańskich w 1988. Wicemistrz igrzysk boliwaryjskich w 1985. Złoty medalista igrzysk Ameryki Południowej w 1986 i 1990. Zdobył sześć medali na mistrzostwach Ameryki Południowej w latach 1983 - 1990 roku.